# Десета пехотна беломорска дивизия
Десета пехотна беломорска дивизия е българска военна част.

## Формиране
Историята на дивизията започва на 20 септември 1912 година, когато във връзка с мобилизацията на войската във връзка с избухването на Балканска война (1912 – 1913) е формирана Десета сборна дивизия.

## Балканска война (1912 – 1913)
По време на Балканската война (1912 – 1913) дивизията е част от 1-ва армия и има следното командване и състав:

### Командване и състав
Щаб на дивизията
- Началник на дивизията – генерал-майор Стою Брадистилов
- Началник на щаба на дивизията – От Генералния Щаб, подполковник Христо Чаракчиев
- Дивизионен инженер – военен инженер, капитан Милко Хаджиев
- Дивизионен лекар – санитарен подполковник д-р Георги Стаматов
- Дивизионен интендант – полковник Стоян Георгиев

Части
- Командир на 1-ва бригада – полковник Васил Петев
  - Командир на 16-и пехотен ловчански полк – полковник Антон Кусев
  - Командир на 25-и пехотен драгомански полк – полковник Йордан Динолов
- Командир на 2-ра бригада – полковник Атанас Петров
  - Командир на 47-и пехотен полк – полковник о.з. Тодор Попов
  - Командир на 48-и пехотен полк – полковник Георги Иванов
- Командир на 10-а пионерна дружина – военен инженер, подполковник Захари Бочев
- Командир на 10-и артилерийски полк – подполковник Христо Вълчев

## Първа световна война (1915 – 1918)
На 10 август 1915 г. дивизията се формира под името 10-а беломорска дивизия в състав: 37-и, 38-и, 39-и и 40-и пехотни полкове, 10-и артилерийски полк, 10-а пионерна дружина. 
През Първата световна война (1915 – 1918) дивизията отбранява беломорския бряг и е подчинена непосредствено на военното министерство – щаба на армията. В началото на войната е съсредоточена в Ксанти, Пашмакли, Дедеагач и Гюмюрджина.
Дивизията е разформирана през 1920 година.

## Втора световна война (1941 – 1945)
В началото на Втората световна война (1941 – 1945) дивизията е в състава на командваната генерал-лейтенант Марков Втора българска армия на която щабът на войската заповядва да навлезе в 8.00 ч. на 20 април 1941 г. в Беломорието и да и започне овладяването му. На 27 април 1941 г. дивизията заема Ксанти и Гюмюрджина. При провеждането на операцията дивизия е в състав 10-и, 44-ти и 47-и пехотен полк, който сменя частите на 2 гранична бригада и заема района между р. Струма и линията с. Арда, Дипотами, с. Потомаки, с. Амисинон, Сидироптера, р. Места. В района на дивизията се включва о. Тасос. Щабът, управлението на службите на дивизията и щабните подразделения се разполагат в Драма. Десета пехотна дивизия организира отбраната на морския бряг в заетия от нея участък между реките Струма и Места, а също така и на о. Тасос. Непосредствената отбрана на брега дивизията организира с 44-ти пехотен полк, като оборудва три участъка за отбрана, от З май 1941 г. 11-а пехотна дивизия започва съсредоточаването си на юг, за да смени 10-а пехотна дивизия и заеме източната част от Беломорието.

## Наименования
През годините дивизията носи различни имена според претърпените реорганизации:
- Десета сборна дивизия (12 септември 1912 – 1913)
- Десета беломорска дивизия (10 август 1915 – 1920)
- Десета родопска дивизия (1939 – 6 март 1946)
- Десета родопска дивизия (20 юли 1949 – май 1950)

## Началници
Званията са към датата на заемане на длъжността.
| №  | звание        | име                | дати                         |
| -- | ------------- | ------------------ | ---------------------------- |
| 1. | Генерал-майор | Стою Брадистилов   | от 20 септември 1912         |
| 2. | Полковник     | Васил Делов        | до 1914                      |
| 3. | Полковник     | Иван Колев         | октомври 1914 – 23 март 1916 |
| 4. | Полковник     | Иван Петров        |                              |
| 5. | Полковник     | Христо Бурмов      | април 1916 – 20 май 1917     |
| ?  | Полковник     | Иван Пашинов       | 1917 – 1918                  |
| ?  | Полковник     | Александър Давидов |                              |
| ?  | Генерал-майор | Иван Шкойнов       |                              |
| ?  | Подполковник  | Васил Бойдев       | от 2 май 1933                |
| ?  | Полковник     | Георги Йорданов    | 1939 – 1940                  |
| ?  | Полковник     | Константин Стоянов | 1940 – 1942                  |
| ?  | Полковник     | Ничо Георгиев      | 1942 – 1944                  |
| ?  | Полковник     | Борис Харизанов    | 1944                         |
| ?  | Полковник     | Иван Хубенов       | от 15 декември 1944          |
| ?  | Генерал-майор | Христо Бенов       | 1945                         |